# Campoplex caccabates
Campoplex caccabates là một loài tò vò trong họ Ichneumonidae.